# Federico Marcello Lante Montefeltro della Rovere
Federico Marcello Lante Montefeltro della Rovere (Roma, 18 aprile 1695 – Roma, 3 marzo 1773) è stato un cardinale e arcivescovo cattolico italiano.

## Biografia
Nacque a Roma il 18 aprile 1695 da Antonio, 2º duca di Bomarzo, discendente dei Lante di origine pisana, e da Louise-Angélique de La Trémoille.
Papa Benedetto XIV lo elevò al rango di cardinale nel concistoro del 9 settembre 1743.
Morì il 3 marzo 1773 all'età di 77 anni.

## Conclavi
Federico Marcello Lante Montefeltro della Rovere partecipò a due conclavi:
- conclave del 1758, che elesse papa Clemente XIII,
- conclave del 1769, che elesse papa Clemente XIV.

## Genealogia episcopale e successione apostolica
La genealogia episcopale è:
- Cardinale Scipione Rebiba
- Cardinale Giulio Antonio Santori
- Cardinale Girolamo Bernerio, O.P.
- Arcivescovo Galeazzo Sanvitale
- Cardinale Ludovico Ludovisi
- Cardinale Luigi Caetani
- Cardinale Ulderico Carpegna
- Cardinale Paluzzo Paluzzi Altieri degli Albertoni
- Cardinale Gaspare Carpegna
- Cardinale Fabrizio Paolucci
- Cardinale Francesco Barberini
- Cardinale Annibale Albani
- Cardinale Federico Marcello Lante Montefeltro della Rovere

La successione apostolica è:
- Vescovo Onofrio Belsito (1745)
- Cardinale Lazzaro Opizio Pallavicini (1754)
- Vescovo Lodovico Agostino Bertozzi (1754)
- Vescovo Charles Walmesley, O.S.B. (1756)
- Arcivescovo Paolo Da Ponte, O.C.D. (1765)
- Papa Clemente XIV (1769)

## Ascendenza
|                                                            |                                                  |                                                | Genitori                                      |  |  | Nonni |  |  | Bisnonni                                                |  |  | Trisnonni      |  |
|                                                            |                                                  |                                                |                                               |  |  |       |  |  | Marcantonio Lante, marchese di San Lorenzo e Monteleone |  |  | Lodovico Lante |  |
|                                                            |                                                  |                                                |                                               |  |  |       |  |  | Marcantonio Lante, marchese di San Lorenzo e Monteleone |  |  | Lodovico Lante |  |
|                                                            |                                                  | Lavinia Maffei                                 |                                               |  |  |       |  |  | Marcantonio Lante, marchese di San Lorenzo e Monteleone |  |  |                |  |
| Ippolito Lante Montefeltro della Rovere, I duca di Bomarzo |                                                  |                                                |                                               |  |  |       |  |  | Marcantonio Lante, marchese di San Lorenzo e Monteleone |  |  |                |  |
|                                                            |                                                  | Lucrezia Montefeltro della Rovere              | Ippolito Montefeltro della Rovere             |  |  |       |  |  |                                                         |  |  |                |  |
|                                                            |                                                  | Lucrezia Montefeltro della Rovere              | Ippolito Montefeltro della Rovere             |  |  |       |  |  |                                                         |  |  |                |  |
|                                                            |                                                  | Lucrezia Montefeltro della Rovere              | Isabella Vitelli                              |  |  |       |  |  |                                                         |  |  |                |  |
| Antonio Lante Montefeltro della Rovere, II duca di Bomarzo |                                                  | Lucrezia Montefeltro della Rovere              |                                               |  |  |       |  |  |                                                         |  |  |                |  |
|                                                            |                                                  | Giovanni Pietro d'Altemps, III duca di Gallese | Giovanni Angelo d'Altemps, II duca di Gallese |  |  |       |  |  |                                                         |  |  |                |  |
|                                                            |                                                  | Giovanni Pietro d'Altemps, III duca di Gallese | Giovanni Angelo d'Altemps, II duca di Gallese |  |  |       |  |  |                                                         |  |  |                |  |
|                                                            |                                                  | Giovanni Pietro d'Altemps, III duca di Gallese | Maria Cesi                                    |  |  |       |  |  |                                                         |  |  |                |  |
| Maria Cristina d'Altemps                                   |                                                  | Giovanni Pietro d'Altemps, III duca di Gallese |                                               |  |  |       |  |  |                                                         |  |  |                |  |
|                                                            |                                                  | Angelica de' Medici                            | Cosimo de' Medici                             |  |  |       |  |  |                                                         |  |  |                |  |
|                                                            |                                                  | Angelica de' Medici                            | Cosimo de' Medici                             |  |  |       |  |  |                                                         |  |  |                |  |
|                                                            |                                                  | Angelica de' Medici                            | Lucrezia Gaetani                              |  |  |       |  |  |                                                         |  |  |                |  |
| Federico Marcello Lante Montefeltro della Rovere           |                                                  | Angelica de' Medici                            |                                               |  |  |       |  |  |                                                         |  |  |                |  |
|                                                            | Louis I de La Trémoille, marchese di Noirmoutier | François de La Trémoille                       |                                               |  |  |       |  |  |                                                         |  |  |                |  |
|                                                            | Louis I de La Trémoille, marchese di Noirmoutier | François de La Trémoille                       |                                               |  |  |       |  |  |                                                         |  |  |                |  |
|                                                            | Louis I de La Trémoille, marchese di Noirmoutier | Charlotte de Beaune-Semblançay                 |                                               |  |  |       |  |  |                                                         |  |  |                |  |
| Louis II de La Trémoille, duca di Noirmoutier              | Louis I de La Trémoille, marchese di Noirmoutier |                                                |                                               |  |  |       |  |  |                                                         |  |  |                |  |
|                                                            |                                                  | Lucrèce-Marie Bouhier de Beaumarchais          | Vincent Bouhier de Beaumarchais               |  |  |       |  |  |                                                         |  |  |                |  |
|                                                            |                                                  | Lucrèce-Marie Bouhier de Beaumarchais          | Vincent Bouhier de Beaumarchais               |  |  |       |  |  |                                                         |  |  |                |  |
|                                                            |                                                  | Lucrèce-Marie Bouhier de Beaumarchais          | Marie Lucrece Hotman                          |  |  |       |  |  |                                                         |  |  |                |  |
| Louise Angelique Charlotte de La Trémoille                 |                                                  | Lucrèce-Marie Bouhier de Beaumarchais          |                                               |  |  |       |  |  |                                                         |  |  |                |  |
|                                                            |                                                  | Jean Aubéry de Tilleport                       | Claude Aubéry de Tilleport                    |  |  |       |  |  |                                                         |  |  |                |  |
|                                                            |                                                  | Jean Aubéry de Tilleport                       | Claude Aubéry de Tilleport                    |  |  |       |  |  |                                                         |  |  |                |  |
|                                                            |                                                  | Jean Aubéry de Tilleport                       | Catherine Vivien                              |  |  |       |  |  |                                                         |  |  |                |  |
| Renée Julie Aubéry de Tilleport                            |                                                  | Jean Aubéry de Tilleport                       |                                               |  |  |       |  |  |                                                         |  |  |                |  |
|                                                            |                                                  | Françoise Le Breton                            | Balthazar Le Breton                           |  |  |       |  |  |                                                         |  |  |                |  |
|                                                            |                                                  | Françoise Le Breton                            | Balthazar Le Breton                           |  |  |       |  |  |                                                         |  |  |                |  |
|                                                            |                                                  | Françoise Le Breton                            | Madeleine Gillier                             |  |  |       |  |  |                                                         |  |  |                |  |
|                                                            |                                                  | Françoise Le Breton                            |                                               |  |  |       |  |  |                                                         |  |  |                |  |